# Monte Parofes

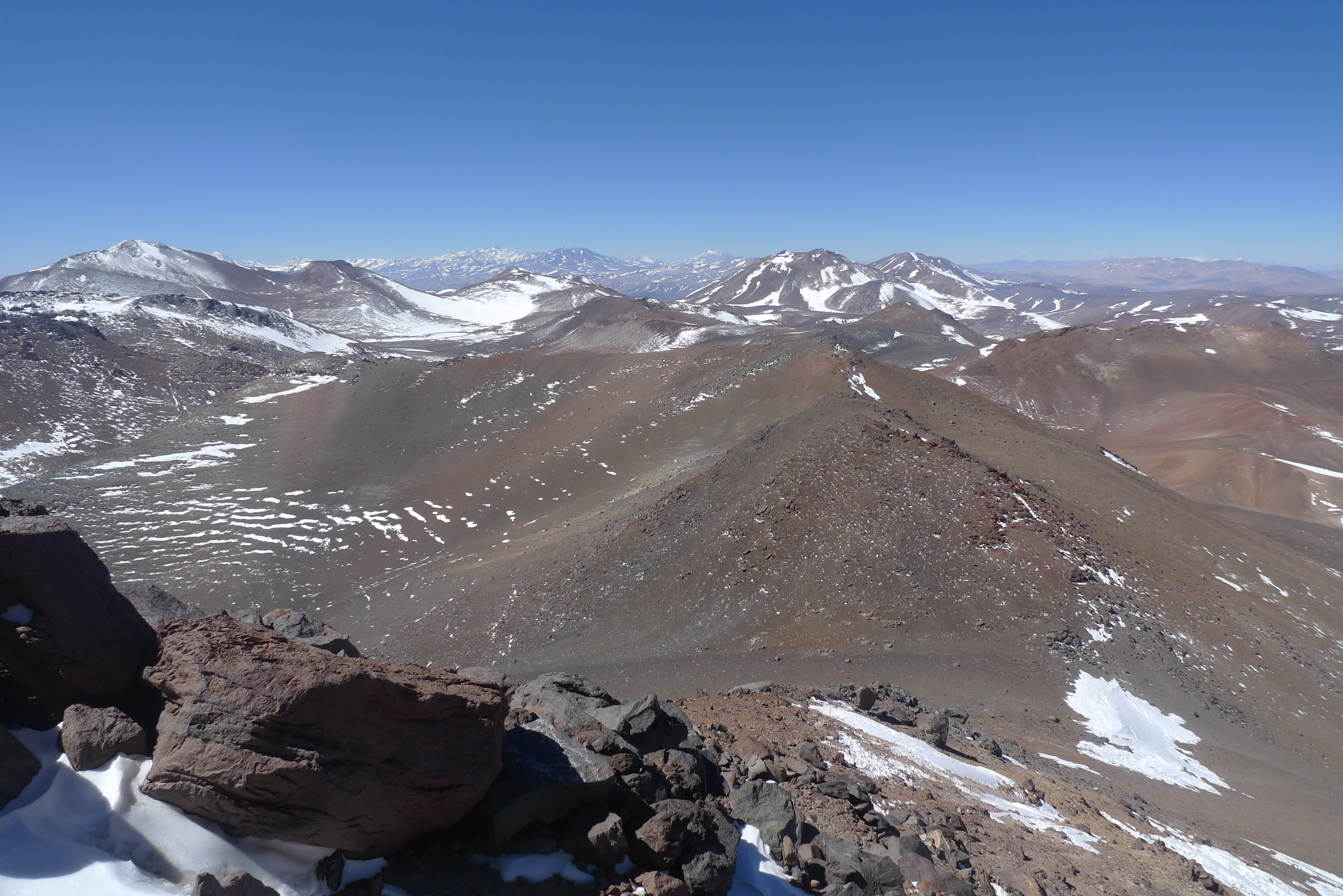
Vista do cume do Vulcão Parofes, 5845 metros de altitude.

O Monte Parofes é um estratovulcão localizado na Cordilheira dos Andes e está inteiramente situado na Província de La Rioja, no Norte da Argentina, na região geográfica da Puna do Atacama. É uma das montanhas que circula a chamada Caldeira de Inca Pillo, uma grande cratera vulcânica também chamada de Corona del Inca, onde há dezenas de montanhas de grande altitude como Monte Pissis, terceira montanha mais alta dos Andes e o Bonete Chico, que é a quarta mais alta. Sua altitude é de 5845 metros acima do nível médio do mar.

## Histórico
Apesar da grande altitude, este vulcão não tinha nome até o ano de 2015, quando a pesquisadora inglesa Suzie Imber e o montanhista argentino Maximo Kausch realizaram a primeira pesquisa científica para descobrir quais eram e onde ficavam as montanhas mais altas dos Andes. Nesta pesquisa, além de terem confeccionado a primeira lista de montanhas com mais de 6 mil metros, puderam também descobrir diversas montanhas com mais de 5 mil metros que permaneciam sem ascensões. Com muitas pesquisas em campo, Maximo e o montanhismo brasileiro Pedro Hauck descobriram ser esta montanha a mais alta de toda cordilheira dos Andes sem ascensões.
A partir de um financiamento dado pelo Mount Everest Foundation, uma expedição composta por Hauck, Kausch e Blume alcançaram o cume desta remota montanha no dia 3 de novembro de 2015. O nome foi uma homenagem ao montanhista brasileiro Paulo Roberto Felipe Schmidt, conhecido como Parofes, que faleceu no dia 10 de Maio de 2014 de Leucemia e era um dos mais experientes montanhistas brasileiros. 